# Dryopomera
Dryopomera es un género de escarabajos de la familia Oedemeridae. Fue descrito científicamente por Fairmaire en 1897. La siguiente es la lista de especies pertenecientes a este género.
- Dryopomera akiyamai Švihla, 1997
- Dryopomera becvari Švihla, 1997
- Dryopomera burmanica Švihla, 1994
- Dryopomera cataractensis Švihla, 2005
- Dryopomera ceylonica Švihla, 1994
- Dryopomera cincticollis Švihla, 1996
- Dryopomera conifera Švihla, 1996
- Dryopomera femoralis Švihla, 1997
- Dryopomera havai Švihla, 2001
- Dryopomera horaki Švihla, 1996
- Dryopomera innotata (Pic, 1943)
- Dryopomera janpetri Švihla, 2001
- Dryopomera javana Švihla, 1996
- Dryopomera kedahensis Švihla, 1996
- Dryopomera khmerica Švihla, 2005
- Dryopomera kinabaluensis Švihla, 1996
- Dryopomera kurosai Akiyama, 1998
- Dryopomera loebli Švihla, 1996
- Dryopomera longissima Švihla, 1994
- Dryopomera magna Švihla, 1999
- Dryopomera majeri Švihla, 2001
- Dryopomera malaccana Švihla, 1994
- Dryopomera malayana Švihla, 1994
- Dryopomera melea Švihla, 1997
- Dryopomera merkli Švihla, 1997
- Dryopomera muluensis Švihla, 1996
- Dryopomera nepalensis Švihla, 1994
- Dryopomera notata (Pic, 1945)
- Dryopomera pahangensis Švihla, 1996
- Dryopomera penangensis Švihla, 1996
- Dryopomera petrlubosi Švihla, 2001
- Dryopomera rugicollis Švihla, 1994
- Dryopomera sabahensis Švihla, 1996
- Dryopomera similis Švihla, 1997
- Dryopomera sumatrana Švihla, 2006
- Dryopomera sundaica Švihla, 1994
- Dryopomera taiwana Švihla, 1997
- Dryopomera thailandica Švihla, 1996
- Dryopomera tonkinensis Švihla, 1994